# Anthony Bourdain
Anthony Michael Bourdain, ameriški kuharski mojster, pisatelj, televizijski voditelj in igralec, * 25. junij 1956, New York, ZDA, † 8. junij 2018, Kayserberg, Francija.